# Линия Дмовского
Линия Дмовского (пол. Linia Dmowskiego) — линия предполагаемых границ Польской Республики, предложенная польской стороной на Парижской мирной конференции.
Проект линии был разработан под руководством польского националистического политика Романа Дмовского, в честь которого она и получила своё название, и был представлен на конференции членами польской делегации Романом Дмовским, Игнацием Падеревским, Антонием Абрагамом и Томашем Рогалем.

## Предлагаемое прохождение границы
По предложенной линии границ Польши, в состав Польской Республики должны были войти, кроме территорий, которые в итоге составили II Польскую Республику, также вся Верхняя Силезия, Надвислянское Поморье с Данцигом (Гданьском), Вармия и Мазурия, Литва, Восточная Белоруссия, западная часть Полесья, западное Подолье, Волынь и Житомирщина.
Линия границы, в соответствии с нотой польской делегации, начиналась на побережье Балтики, на восток от Лабявы граница шла по линии берега, на север до Клайпеды и Паланги. От побережья на север от Либавы, граница поворачивает на восток, в соответствии с исторической границей 1772 года между Польшей и Курляндией. Достигает границ Иллукстского уезда в Курляндии. Этот уезд должен был войти в состав Польши из-за своего географического положения и из-за большого процента польского населения. Здесь граница идёт по границе уезда до реки Двины и переходит на её правый берег (Витебская губерния), затем продолжая идти на восток, вдоль течения реки, на расстоянии примерно 30 километров от границ Дриссенского уезда, включая его вместе с Полоцким уездом. Далее она проходит северо-западнее Городка, возвращаясь на левый берег Двины на расстоянии около 30 километров западнее Витебска и идёт на юг, проходя западнее Сенно к пункту, где пересекаются границы Минской и Могилёвской губерний, продолжаясь по этой границе к югу от Березины, до места где она доходит до северной границы Речицкого уезда, затем пересекает Березину и идёт в юго-западном направлении до Припяти, восточнее Мозыря. Оттуда, пересекая Припять, граница идёт линией границы между Мозырьским и Речицким уездами, после чего забирая на юго-запад, проходит западнее Овруча и Звягеля и доходит до точки, где пересекаются границы Изяславского, Острожского и Звягельского уездов. Затем, продолжаясь на юг, линия границы проходит по восточным границам Изяславского и Староконстантиновского уездов, до пункта, где пересекаются границы Летичевского и Проскуровского уездов на Подолье. Оттуда идёт в южном направлении, достигая возле Зинькова реки Ушицы и идёт по её течении до Днестра, который в этом месте совпадает с польско-румынской границей.

## Судьба предложения
Данная линия прохождения польской границы была отвергнута на конференции, а позднее от неё отказался и сам автор, который в ходе переговоров, предшествующих заключению Рижского договора, высказывался против включения в состав Польши Минска. Дмовский объяснял свою смену позиции желанием строить мононациональное государство, но настоящей причиной было противодействие идеям Пилсудского о создании Федерации. В результате подписания договора, закончившего польско-советскую войну, граница прошла примерно в 30 километрах севернее и западнее Минска.
Площадь Польши, по предложенной Дмовским линии границы, должна была составлять 447 тысяч км², с 38 миллионами населения, из которого около 70 % были бы поляками.